# Анновка (Балтачевський район)
А́нновка (рос. Анновка, башк. Анновка) — присілок у складі Балтачевського району Башкортостану, Росія. Входить до складу Нижньокаришевської сільської ради.
Населення — 71 особа (2010; 112 у 2002).
Національний склад:
- башкири — 50 %
- татари — 35 %